# 誰でもない者
『誰でもない者』は、HBOで放送されたファンタジー・ドラマ・シリーズである『ゲーム・オブ・スローンズ』の第6章『冬の狂風』の第8話である。ブライアン・コグマンによって脚本が書かれ、マーク・マイロッドが監督した。タイトルは、ジャクェン・フ=ガーがアリアを呼んだ名前に由来する。

アリアは生き延び、〈浮浪児〉を殺してウェスタロスに帰ろうとする。リヴァーラン城は降伏し、ブライエニーはサンサのための援軍を得られない。ハウンドは、ベリック・ドンダリオンとミアのソロスに再会する。サーセイは 決闘裁判を封じられる。ミーリーンは他都市の親方たちに攻められる。

## あらすじ

### ブレーヴォスにて
劇を演じた後、レディ・クレイン(エッシー・デイヴィス)は傷ついたアリア (メイジー・ウィリアムズ)が楽屋に隠れていることに気付き、自分の部屋で親身に手当てをする。だが〈浮浪児〉(フェイ・マーセイ)が現れてレディ・クレインを殺し、病み上がりのアリアを殺すためブレーヴォスの通りを追跡する。アリアは剣ニードルを隠した場所に誘い込み、蝋燭を消し、慣れ親しんだ暗闇の中で〈浮浪児〉を倒す。
〈黒と白の館〉で、ジャクェン・フ=ガー(トム・ヴラシア)は、〈浮浪児〉からはぎ取った顔が飾られているのに気付く。現れたアリアが、”誰でもない者”になったことを認める。だがアリアは、自分はアリア・スタークであり故郷に帰ると言い、ジャクェンも肯く。

### リヴァーランドにて
ハウンドは、仲間を殺した4人の無法者を見つけて仇を討つ。残りの無法者を追い、ベリック・ドンダリオン(リチャード・ドーマー)とソロス(ポール・ケイ)が〈旗印のない兄弟団〉である残りの3人を絞首刑にしようとしているところに来る。ベリックとソロスはハウンドにそのうち2人を殺すことを許し、北での戦いに加わるようハウンドを誘う。

### リヴァーラン城にて
ブライエニー (グェンドリン・クリスティー)とポドリック・ペイン (ダニエル・ポートマン)は、リヴァーラン城を包囲するラニスター家とフレイ家の陣に着く。ジェイミー (ニコライ・コスター＝ワルドー)は、サンサを見つけたブライエニーを称える。ブライエニーはタリー家の兵を〈北部〉の戦いに参加させようと、城に入ってブリンデン・タリー(クライヴ・ラッセル)に開城を説得するが聞き入れられない。早くサーセイのもとに戻りたいジェイミーは、息子を殺すと エドミュア・タリー(トビアス・メンジーズ)を脅し、釈放して入城させる。ブリンデンは甥の入城を拒むが、タリー家の家臣が主君を招き入れる。エドミュアは城主として即座に降伏を命じ、叔父ブリンデンをフレイ家に引き渡せと命じる。ブリンデンはブライエニーとポドリックを逃がした後、抵抗して殺される。ブライエニーは小舟の上からジェイミーに別れを告げる。

### キングズランディングにて
ランセル率いる七神正教の聖兵が〈赤の王城〉に入り、ベイラー大聖堂に来るようサーセイ (レナ・ヘディ)に命令する。サーセイは拒否し、グレガー・クレゲイン(ハフソー・ユリウス・ビョルンソン)が聖兵の一人を殺す。
トメン(ディーン＝チャールズ・チャップマン)は大叔父で〈王の手〉のケヴァン(イアン・ゲルダー) の支持のもと、ロラス・タイレルとサーセイの審判の日時を決め、決闘裁判を禁止してサーセイを危機に陥れる。クァイバーン(アントン・レッサー)は調査していた昔の噂が本当であったとサーセイに報告する。

### ミーリーンにて
ミーリーンの通りを歩くティリオン(ピーター・ディンクレイジ)とヴァリス(コンリース・ヒル)は、デナーリス・ターガリエンを称える〈紅の祭司〉の説教を聞き、奴隷所有者の親方たちとの妥協が平和をもたらしたことに満足する。ヴァリスは援軍を求めてウェスタロスに向かう。ティリオンがグレイ・ワーム(ジェイコブ・アンダーソン)およびミッサンデイ(ナタリー・エマニュエル)と会話を楽しんでいると警鐘がなり、親方たちの船がミーリーンに着いて攻撃を始める。ティリオンらがピラミッドに立てこもった時、ドロゴンに乗ったデナーリス(エミリア・クラーク)が戻る。

## 製作

### 脚本
原作者との話し合いにより、主に未刊の原作『冬の狂風』に基づいて脚本が書かれた。リヴァーラン開城のシーンは『乱鴉の饗宴』に基づいている。

### キャスティング
ベリック・ドンダリオン役の(リチャード・ドーマー)とソロス役の(ポール・ケイ)がシーズン3以来の登場となる。ブレーヴォスでの劇での楽師たちとして、アイスランドのバンド”オブ・モンスターズ・アンド・メン”がカメオ出演している。

### ロケーション

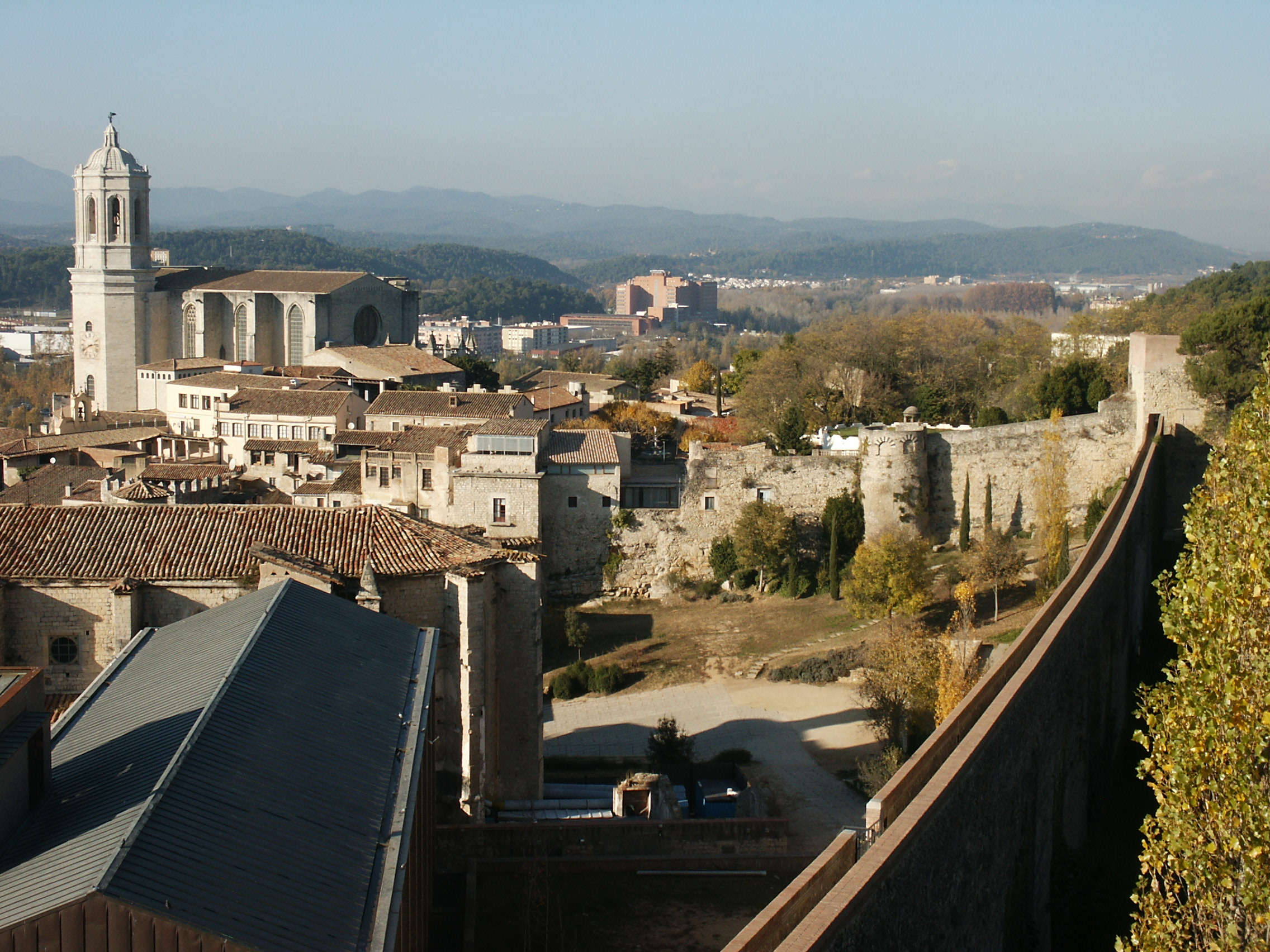
スペインのジローナ

ブレーヴォスでのアリアと〈浮浪児〉の追跡シーンは、スペインのジローナで撮影された。

## 評判

### 視聴者数
本エピソードは760万人に視聴された。

### 賞
第68回プライムタイム・エミー賞で、本エピソードは他2エピソードとともにプロダクション・デザイン賞現代劇/ファンタジー・ドラマ部門を受賞した。また、助演女優賞ドラマ部門にノミネートされたアリア役のメイジー・ウィリアムズは本作を提出した。

## 参照
1. ↑  Hibberd, James (2015年6月25日). “Game of Thrones directors revealed for mysterious season 6”. Entertainment Weekly. 2015年6月26日閲覧。
2. ↑  Porter, Rick (2016年6月14日). “Sunday cable ratings: ‘Game of Thrones’ and ‘Silicon Valley’ hold steady”.   TV by the Numbers. 2016年6月14日閲覧。
3. ↑  Porter, Rick (2016年6月7日). “Sunday cable ratings: ‘Game of Thrones’ back to usual numbers, ‘Preacher’ holds up”.   TV by the Numbers. 2016年6月7日閲覧。